# Leptothorax brasiliensis
Leptothorax brasiliensis är en myrart som beskrevs av Kempf 1958. Leptothorax brasiliensis ingår i släktet smalmyror, och familjen myror. Inga underarter finns listade i Catalogue of Life.